# NGC 341
NGC 341 je spirální galaxie v souhvězdí Velryby od Země vzdálená 210 milionů světelných let. Její zdánlivá jasnost je 13,0m a úhlová velikost 1,2′ × 1,0′. Do Arpova katalogu byla zařazena jako příklad galaxie, která má satelitní galaxii s vysokou plošnou jasností.
Satelitní galaxie má označení PGC 3627.
Galaxii objevil Édouard Stephan 21. října 1881.